# Об'єднана міжнародна церква п'ятидесятників
Об’єднана Міжнародна Церква П’ятидесятників (англ. United Pentecostal Church International) — деномінація п’ятидесятників Єдності зі штаб-квартирою у місті Велдон-Спрінг, штат Міссурі, США.       
UPCI є найбільшою "у Єдності" (Oneness Pentecostal) деномінацією. Це означає, що вони вірять в єдиного, вічного Бога, який виявив Себе як Батько, через Свого Сина (Ісуса) у викупленні, і як Святий Дух. Вони відрізняються від традиційних тринітаріанських церков, які вірять у Бога як у три особи: Отця, Сина і Святого Духа.      

## Історія
Об'єднана міжнародна церква п'ятидесятників (UPCI) виникла з ширшого п'ятидесятницького руху, який сягає своїми витоками у вчення Чарльза Пархема (Charles Parham). Саме там студенти почали говорити іншими мовами, що Пархем інтерпретував як біблійне свідчення хрещення Святим Духом.
Відродження на Азуза-стріт (Azusa Street Revival) у Лос-Анджелесі (1906-1915 роки), очолюване Вільямом Дж. Сеймуром (William J. Seymour). Це відродження стало важливою подією для глобального поширення п'ятидесятницького руху. 
1916 року відбувся Четвертий Генеральний Собор Асамблей Бога. На цьому соборі Асамблеї Бога офіційно підтвердили свою прихильність до традиційної доктрини Трійці. Це рішення стало визначальним моментом. Служителі та церкви, які прийняли вчення про "Єдність Бога" та хрещення в ім'я Ісуса Христа, вирішили вийти з Асамблей Бога. Для них відмова від традиційної Трійці та акцент на єдиній особі Бога (виявленій як Отець, Син і Святий Дух) були фундаментальними істинами, які вони вважали відновленими апостольськими вченнями.
Через два місяці після згаданого Собору, 2 січня 1917 року, кілька служителів "Єдності" зустрілися в Юрика-Спрінгс, штат Арканзас. На цій зустрічі вони заснували власну організацію, яка мала об'єднати віруючих "Єдності" п'ятидесятників, під назвою Генеральна Асамблея Апостольських Асамблей.
Генеральна Асамблея Апостольських Асамблей об'єдналася з П'ятидесятницькими Асамблеями світу (PAW), і прийняла керівництво афроамериканця Г. Т. Хейвуда . Ця група провела перші збори в Юрика-Спрінгс у 1918 році. Ця міжрасова організація прийняла назву PAW і залишалася єдиною п'ятидесятницькою організацією «Єдність» до кінця 1924 року. Закони Джима Кроу на півдні та расова ненависть призвели до того, що багато білих лідерів вийшли з PAW, замість того, щоб залишитися під керівництвом афроамериканських. Однак багато місцевих громад на Півдні залишилися інтегрованими, намагаючись дотримуватися місцевих законів про сегрегацію.
У 1925 році було утворено три нові церкви єдності: Апостольські Церкви Ісуса Христа, Альянс п'ятидесятницьких служителів та Церква Еммануїла в Ісусі Христі. У 1927 році було зроблено кроки до возз'єднання цих організацій. Зібравшись на спільному з'їзді в Гатрі, штат Оклахома, Церква Еммануїла в Ісусі Христі та Апостольські Церкви Ісуса Христа об'єдналися, отримавши назву Апостольська Церква Ісуса Христа. Це об'єднання об'єднало близько 400 служителів п'ятидесятницької єдності. У 1931 році в Колумбусі, штат Огайо , відбулася конференція єдності за участю представників чотирьох організацій єдності , намагаючись об'єднати всіх п'ятидесятників-єдності. Альянс п'ятидесятницьких служителів проголосував за об'єднання з Апостольською Церквою Ісуса Христа, але умови запропонованого об'єднання були відхилені цією організацією. Тим не менш, об'єднання між Апостольською Церквою Ісуса Христа та PAW було укладено в листопаді 1931 року. Нова організація зберегла назву "П'ятидесятницькі Асамблеї Світу".
У 1932 році Альянс священнослужителів п'ятидесятницької церкви змінив свою назву на Об'єднану церкву п'ятидесятників, щоб відобразити свою організаційну структуру. У 1936 році служителі Об'єднаної церкви п'ятидесятників проголосували за об'єднання з Асамблеями п'ятидесятників Ісуса Христа. Однак остаточне об'єднання виявилося невловимим до 1945 року, коли ці дві організації єдності п'ятидесятників об'єдналися, щоб утворити Об'єднану міжнародну церкву п'ятидесятників. Об'єднання цих двох організацій єдності п'ятидесятників об'єднало 1838 служителів та приблизно 900 церков.
В останні роки UPCI стала більш етнічно різноманітною. Сьогодні в UPCI керівні посади обіймають низка афроамериканських пасторів, пресвітерів та керівників округів. Латиноамериканська громада має власну організацію UPC під назвою Iglesia Pentecostal Unida Hispana Inc., з громадами, розташованими по всій території США, Канади, Мексики та Центральної Америки. Крім того, Колумбія має найбільшу Об'єднану п'ятидесятницьку церкву (Iglesia Pentecostal Unida de Colombia IPUC) у Латинській Америці.
З 521 церкви в 1945 році UPCI зросла до понад 42 000 церков (включаючи проповідницькі пункти), 41 000 акредитованих служителів і 5,3 мільйона вірян у всьому світі. Зараз UPCI присутні в 197 з 210 країн світу, а також на 35 територіях.

## Віровчення

### Про Біблію
Біблія є непогрішимим Словом Божим і авторитетом для спасіння та християнського життя. (Див. 2 Тимофія 3:15-17.)

### Про Бога
Є один Бог, який об’явив Себе як Батько; через Його Сина, у відкуплення; і як Святий Дух, через еманацію. Ісус Христос є Богом, проявленим у тілі. Він і Бог, і людина. (Див. Повторення Закону 6:4; Ефесян 4:4-6; Колосян 2:9; 1 Тимофія 3:16.)

### Про гріх і спасіння
Кожен згрішив і потребує спасіння. Спасіння приходить благодаттю через віру, засновану на спокутній жертві Ісуса Христа. (Див. Римлян 3:23-25; 6:23; Ефесян 2:8-9.)

### Про Євангеліє
Спасительна євангелія — це добра новина, що Ісус помер за наші гріхи, був похований і воскрес. Ми підкоряємося євангелії (2 Солунян 1:8; 1 Петра 4:17) через покаяння (смерть для гріха), водне хрещення в ім’я Ісуса Христа (поховання) та хрещення Святим Духом із початковим знаком промови. мовами, як Дух дає промову (воскресіння). (Див. 1 Коринтян 15:1-4; Дії 2:4, 37-39; Римлян 6:3-4.)

### Про християнське життя
Як християни, ми повинні любити Бога та інших. Ми повинні жити святим життям всередині і зовні, і радісно поклонятися Богу. Надприродні дари Духа, включаючи зцілення, є для церкви сьогодні. (Див. Марка 12:28-31; 2 Коринтян 7:1; Євреїв 12:14; 1 Коринтян 12:8-10.)

### Про майбутнє
Ісус Христос знову прийде, щоб забрати Свою церкву. В кінці буде остаточне воскресіння і останній суд. Праведні успадкують вічне життя, а неправедні вічну смерть. (Див. І Солунян 4:16-17; Об’явлення 20:11-15.)

## Спасіння
Відповідно до Петра в Дії 2:38, план спасіння полягає в покаянні, хрещенні в Ім’я Ісуса для прощення гріхів і отримання дару Святого Духа. Це прямо відповідає тому, що Ісус сказав Никодиму в 3-му розділі Івана. Народження з води є хрещенням, а народження від Духа означає отримання Святого Духа.
1. Віра в Господа Ісуса

2. Покаяння за свої гріхи
3. Хрещення в Ім'я Ісуса
4. Дар святого Духа
Відповідно до Марка 16:16, потрібно повірити і охреститися, щоб бути спасенним. В Дії 2:38 говориться, що хрещення призначене для прощення наших гріхів. Дивлячись далі, 1 Петра 3:21 говорить нам, що хрещення є частиною того, що спасає нас через воскресіння Христа.

## Організація
Урядова структура UPCI в основному є конгрегаційною, оскільки місцеві церкви є самоврядними: конгрегація обирає свого пастора та інших лідерів, володіє своїм майном, вирішує свій бюджет, встановлює членство та веде всі необхідні справи.
Загальна організація охоплює модифіковану пресвітеріанську систему, в якій служителі збираються на секційних, районних та генеральних конференціях, щоб обрати посадових осіб та вести справи організації. Вищим керівним органом UPCI є Генеральна конференція, а між конференціями нею керує Рада генеральних пресвітерів (General Board). Його старшими посадовими особами є генеральний суперінтендант, генеральний секретар-скарбник і два помічники генерального суперінтенданта.
Всесвітня штаб-квартира UPCI розташована у Велдон-Спрінг, штат Міссурі, на західній околиці столичного району Сент-Луїса. У будівлі штаб-квартири розміщені офіси його генеральних посадових осіб і сім відділів.
Серед затверджених установ UPCI є шість біблійних коледжів, християнський коледж, аспірантуру, два навчальні інститути, дитячий будинок, резиденція для проблемних молодих чоловіків, служіння для залежних від алкоголю та інших наркотиків, агентство з усиновлення з будинок для неодружених матерів, капелан для в’язнів, радіослужіння, агентство громадських освітніх послуг і міжнародне агентство допомоги. Він також підтримує військових капеланів.

## Навчальні заклади
UPCI управляє однією семінарією, акредитованою Асоціацією богословських шкіл, Вищою богословською школою Уршан, якій 25 червня 2020 р. Комісія з вищого навчання надала статус акредитації.
Крім того, UPCI підтримує кілька неакредитованих біблійних коледжів:
Апостольський Біблійний Інститут у Сент-Пол, Міннесота
Centro Teológico Ministerial у Пасадіна, Техас
Інститут підготовки християнського служіння в Сан-Дієго, Каліфорнія (також пропонує онлайн-дистанційне навчання, із супутниковими кампусами в Каліфорнії, Джорджії та Флориді)
Біблійний коледж Індіани в Індіанаполісі, Індіана
Північно-східний християнський коледж у Фредеріктоні, Нью-Брансвік, Канада
Християнський коледж Північного Техасу в Юліссі, Техас
Техаський біблійний коледж у Лафкіні, Техас
На даний момент є лише два акредитовані коледжі, схвалені UPCI:
Коледж християнського життя, Стоктон, Каліфорнія
Коледж Уршан, Сент-Луїс, Міссурі

## Рада
Голова - Девід К. Бернард
Співголова - Брюс Хауелл

## Діяльність

### Філіппіни
Урбано Авентура вважається першою людиною, яка принесла це вчення на Філіппіни з Гаваїв до свого рідного міста Ілоїло. Незважаючи на переслідування з боку сім'ї, він продовжував поширювати віру, заснувавши згодом громаду. Однак ця рання робота ще не була формально пов'язана з майбутньою UPCI.
Офіційна робота Об'єднаної п'ятидесятницької церкви на Філіппінах розпочалася у 1957 році. Цей етап значною мірою пов'язаний з преподобним Каталіно Буенсесісо (Rev. Catalino Buencesiso), колишнім баптистським міністром. Буенсесісо здобув популярність після перемоги в публічних дебатах проти міністра "Іглесії ні Крісто" щодо божественності Ісуса Христа. Опинившись під засудженням своєї попередньої церкви, він сформував групу і почав активно просувати апостольську доктрину, зокрема вчення про "Єдинство" та водне хрещення в ім'я Ісуса Христа. 
У 1955 році Буенсесісо та його група написали лист із проханням надіслати місіонера для подальшого викладання апостольської доктрини, що врешті-решт призвело до офіційного заснування.
Робота продовжувалася завдяки зусиллям таких осіб, як Карлос Грант (Carlos Grant) з Дейтона, штат Огайо, який співпрацював з братами у місті Фабриці, Західний Негрос. Нічні служіння призводили до численних хрещень.
Протягом чотирьох місяців вдалося побудувати церковну будівлю в Кабунгахаані, Західний Негрос.
До 1971 року всі Філіппіни мали лише один округ UPC з трьома секціями: Лусон, Вісая і Мінданао. Під час Генеральної конференції того року Виконавча рада ініціювала реорганізацію, розділивши Філіппіни на три окремі округи (Лусон, Вісая і Мінданао), кожен з яких мав по три секції.
UPCI на Філіппінах усвідомлювала важливість підготовки місцевих служителів. До 1972 року три біблійні школи випускали випускників. У 1973 році брати та сестри Гері Непстад (Gary Nepstad) відкрили біблійну школу в місті Давао, хоча вона проіснувала лише рік через обмеження приміщень, що призвело до пропонування тримісячного курсу для старших служителів.
До 1974-1975 років адміністрація зосередила зусилля на Біблійній школі в Манілі.
Середина та кінець 1970-х років відзначилися значним зростанням. У 1974 році було охрещено рекордних 3 281 особу в ім'я Ісуса Христа. Було засновано 355 церков та 78 нових проповідницьких пунктів. Кількість ліцензованих служителів зросла до 355. 1979 рік також став рекордним за кількістю водних хрещень – понад 3 000 осіб були хрещені, а 1 835 наповнилися Святим Духом. Це величезне зростання призвело до потреби у більшому головному офісі та біблійній школі.
У 1985 році Генеральна конференція наголосила на ініціативі "Євангелізація Великого Метро Маніли", започаткованій преподобним Гордоном Меллорі (Rev. Gordon Mallory). Також була проведена значна робота з внесення змін та перегляду Конституції та Статуту церкви.
United Pentecostal Church (Phil's) Inc. є потужною релігійною організацією в рамках глобальної UPCI. Станом на 2015 рік зареєстрована кількість членів Об'єднаної п'ятидесятницької церкви на Філіппінах становила 306 273 особи, що свідчить про значне зростання порівняно зі 177 147 особами у 2010 році. Глобально UPCI присутня у 231 країні та території, а Філіппіни залишаються значним оплотом для організації, активно реалізуючи своє бачення "несення всього Євангелія всьому світу всією церквою". Вони продовжують займатися євангелізацією, засновувати нові церкви, готувати служителів через свої біблійні школи та надавати різноманітні служіння для молоді, чоловіків, жінок та недільних шкіл.

### Україна
В Україні UPCI представлена через окремі громади, які поділяють її доктрини. Наприклад, у Києві діє "Християнська Божа Церква", засновником якої в Україні є місіонер Василь Томєв та його дружина Тетяна. Розташована за адресою: вулиця Зоряна, 2. Пастором є Олександр Томєв.
Олександр та його семеро братів і сестер виросли в Україні та пізніше приїхали до Сполучених Штатів, оскільки їхні батьки служили пасторами церкви Об'єднаної п'ятидесятницької церкви, яку вони заснували в Сакраменто, штат Каліфорнія.
Олександр та його брат Василь кілька років прожили в Кантоні, штат Огайо, щоб навчатися під керівництвом тамтешнього пастора та відвідувати Інститут цілей, пов'язаний з UPCI, заснований Ф. Джо Еллісом на початку 1990-х років.
Після повномасштабного вторгнення Росії в Україну у 2022 році, UPCI через своє гуманітарне агентство Compassion Services International (CSI) активно надавала допомогу українським біженцям та постраждалим всередині країни. Зокрема, було розподілено значні суми гуманітарної допомоги церквам в Україні.
Команди представників CSI зі США подорожували до Польщі та Румунії, щоб допомогти розподіляти ресурси та надавати допомогу біженцям та українським віруючим. Місіонер UPCI Даніель Паттерсон здійснив шість поїздок до України для розподілу допомоги CSi. CSi також співпрацювала з іншою благодійною організацією для забезпечення житлом біженців у Польщі. Крім того, завдяки допомозі CSi понад сто членів церкви було евакуйовано з охоплених війною районів України.

## Галерея

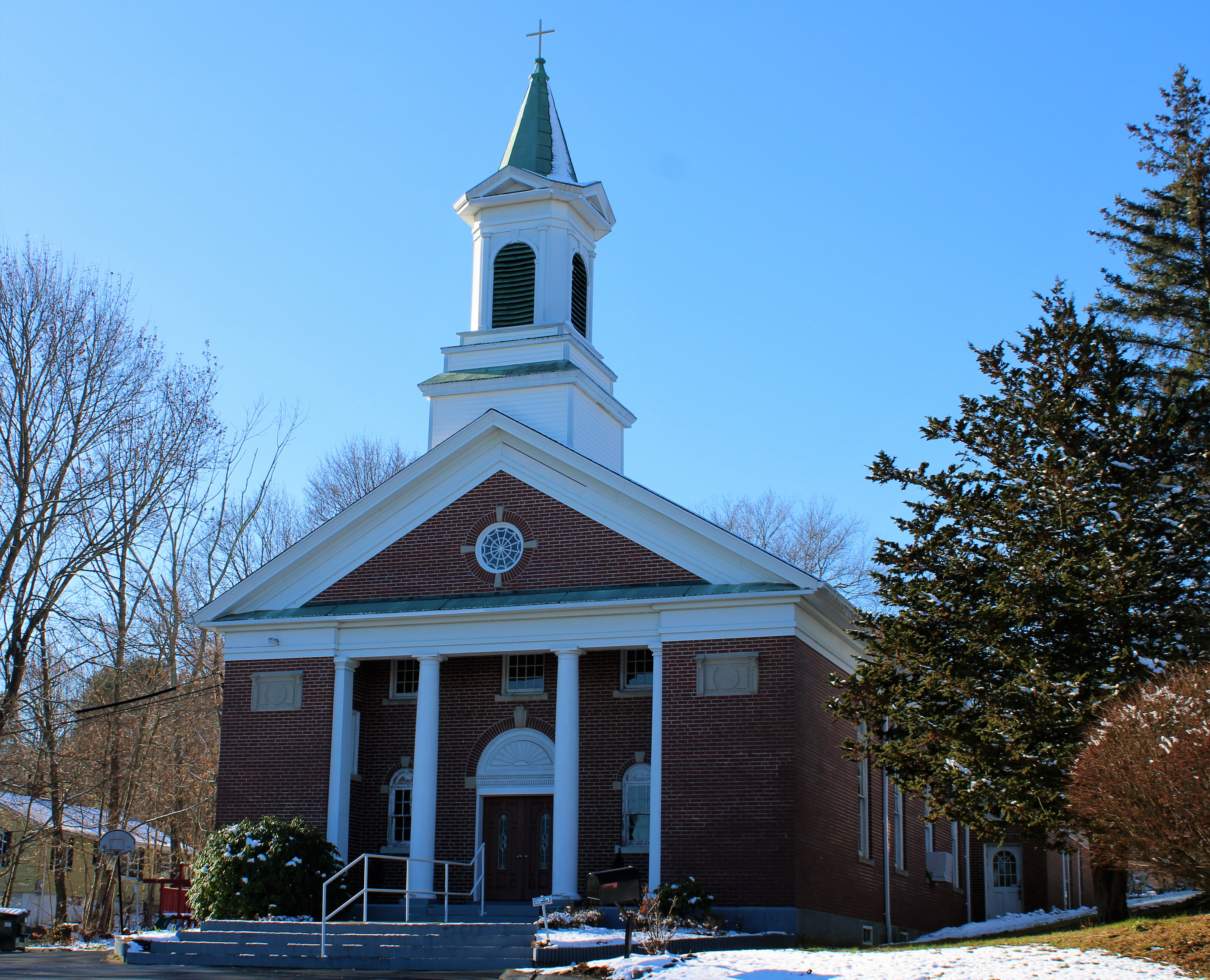
Церква "Апостольський маяк" UPC у місті Монтвілл, штат Нью-Джерсі